# Hořička (Východolabská tabule)
Hořička (312 m n. m.) je vrch v okrese Hradec Králové Královéhradeckého kraje. Leží asi 1,5 km vsv. od obce Račice nad Trotinou, vrcholem na katastrálním území Račic a východním svahem na území obce Habřina.

## Geomorfologické zařazení
Geomorfologicky vrch náleží do celku Východolabská tabule, podcelku Chlumecká tabule a okrsku Velichovecká tabule.